# رشته‌کوه خنتی
رشته‌کوه خنتی (به لاتین: Khentii Mountains) یک رشته‌کوه در مغولستان است که در استان خنتی واقع شده‌است. رشته‌کوه خنتی ۲٬۸۰۰ متر بالاتر از سطح دریا واقع شده‌است.